# هنري سي. غونزاليس
هنري سي. غونزاليس هو سياسي أمريكي، ولد في 3 مايو 1935 في لوس أنجلوس في الولايات المتحدة، وتوفي في 29 مارس 2020. انتخب mayor of a place in California ‏.